# Attara Kacheri
L'Attara Kacheri est un bâtiment indien situé à Bangalore ; il est le siège de la Haute Cour de justice du Karnataka.
Inauguré sous le règne de Tipû Sâhib, l'Empereur de Mysore, son originalité vient de son architecture néoclassique dans le pur style européen. Sa construction s'est terminée en 1868 sous la direction de Rao Bahadur Arcot Narayanaswamy Mudaliar. Le nom Attara Kacheri signifie « les dix-huit départements ». 
Sa couleur pourpre fait un contraste étonnant avec le blanc du Vidhana Soudha situé en juste en face dans le parc Cubbon. 